# Tassabilità dei proventi derivanti da attività illecite in Italia
Il diritto tributario italiano riconosce la possibilità di tassare i proventi derivanti da fatti, atti o attività definibili come illeciti.
Così come prescritto all’art. 1 del T.U.I.R., "Presupposto dell'imposta sul reddito delle persone fisiche è il possesso di redditi in denaro o in natura rientranti nelle categorie indicate nell'articolo 6", vale a dire il possesso di redditi fondiari, di capitale, di lavoro dipendente, di lavoro autonomo, di impresa o diversi. L'elencazione è da considerarsi tassativa, nel rispetto della riserva di legge posta dall’art. 23 della Costituzione, secondo il quale “nessuna prestazione personale o patrimoniale può essere imposta se non in base alla legge”.
Sulla base della riserva di legge stabilita all'art. 23 della Costituzione, la legge dovrebbe prevedere un sistema reddituale “chiuso”, identificando come “reddito” solo ciò che rientra nelle categorie definite dall’art. 6. Non ogni reddito è dunque tassabile, ma solo quelli che ricadono nei redditi di categoria. 
Ad ogni modo, la rigidità di questo sistema è stata attenuata nel 2006 grazie all'introduzione di una clausola che prevede l'automatica collocazione nella categoria dei "redditi diversi" eventuali proventi illeciti che non rientrino nelle categorie previste dall'art. 6. Per questo motivo, va oggi riconosciuta una struttura ibrida del sistema, "chiuso" per quanto riguarda i redditi derivanti da attività lecite, "aperto" per quelli derivanti da attività illecite.

## Il concetto di reddito in ambito tributario
Nonostante la sua centralità, nell’ordinamento tributario italiano manca una chiara definizione di reddito, se non quella fornita dello stesso legislatore all’art. 6 del T.U.I.R., che in maniera tautologica definisce i redditi come redditi fondiari, redditi d'impresa e così via. 
La scienza economica ha fornito diverse definizioni di reddito, alcune delle quali potrebbero risolvere a monte la questione della tassabilità dei proventi derivanti da attività illecite.
Invero, di fronte alle incertezze interpretative riguardanti la definizione di reddito in ambito tributario, parte della dottrina ha evidenziato la scarsa utilità del tentativo di ricondurre tale nozione a un concetto unitario, preferendo invece considerare come reddito semplicemente ciò che il legislatore definisce come tale, ricomprendendo in questo modo anche i redditi derivanti da attività illecite.

## L'evoluzione normativa dell'istituto
In Italia, il sistema normativo si è evoluto nel tempo per garantire che tali proventi non siano esenti dalla tassazione per perseguire il principio di equità fiscale. 
La regolamentazione della materia è stata influenzata da differenti interventi legislativi e giurisprudenziali che hanno portato all'inclusione di questi redditi nelle categorie fiscali esistenti. 
L'obiettivo del legislatore italiano è quello di evitare che coloro che traggono vantaggio dallo svolgimento di attività illecite possano essere esonerati anche dal versamento dei contributi.

### Prima fase: art. 80 D.P.R. 597/73 e art. 6 T.U.I.R.
Articolo 80 D.P.R. 597/1973
L’istituto della tassabilità dei proventi illeciti, inizialmente, sembrava dover essere ricondotto all’articolo 80 del D.P.R. del 1973, n. 597, il quale stabilisce che concorrono alla formazione del reddito complessivo tutti i redditi non specificamente esclusi dal decreto. In riferimento all’articolo citato, però, si riteneva che per rispettare tale previsione fosse necessario che il decreto contenesse un elenco dettagliato delle fattispecie imponibili per evitare possibili ambiguità e violazioni dell’art. 23 della Costituzione.
Emersero due principali orientamenti dottrinali: una corrente contraria all’imposizione dei proventi illeciti (c.d. tesi giuridica) e una corrente favorevole a tale tassazione (c.d. tesi economica). 
La tesi giuridica, contraria alla tassabilità, sosteneva che i proventi derivanti da attività illecite non potessero essere considerati automaticamente soggetti ad imposizione fiscale, in quanto sarebbe stato necessario che il colpevole si 'autodenunciasse' dichiarando tali proventi e, di conseguenza, il negozio giuridico sottostante sarebbe stato considerato nullo per l’illiceità della causa.
Inoltre il presupposto di fatto, cioè la causa giuridica di un’obbligazione tributaria, non poteva in alcun modo essere costituito da un fatto illecito, civile, amministrativo o penale, compiuto dal soggetto passivo dell’obbligazione. 
La tesi economica, invece, affermava che il possesso di un reddito, a prescindere dalla sua origine, doveva essere assoggettato a imposta nel rispetto del principio di uguaglianza in quanto questi arricchimenti, rappresentando un aumento della capacità contributiva del percettore, avrebbero giustificato in ogni caso l'imposizione fiscale andando a concorrere con gli altri redditi ottenuti in maniera lecita.  Infatti, gli studiosi ritenevano che il fisco considerasse in maniera neutrale ogni tipo di ricchezza, poiché non rileva la natura dell'entrata, e di conseguenza si ha sempre un'assunzione di responsabilità fiscale da parte del soggetto.
È bene considerare che, se non fosse prevista una tassazione per i redditi ottenuti illecitamente, i responsabili godrebbero non solo dei redditi generati dalla commissione dell'illecito, ma anche della mancata tassazione degli stessi, ottenendo in questo modo un doppio vantaggio, derivante sia dalla commissione dell'illecito, sia dalla mancanza di prelievo fiscale: “non sottoporre un provento derivante da attività illecita ad imposizione fiscale comporterebbe violazione dell'art. 53 della Costituzione e violazione del principio dell'uguaglianza”
Articolo 6 del D.P.R. n. 917 del 22 dicembre 1986
Importante per l'evoluzione normativa dell'istituto in esame è l'articolo 6 comma 1.
Questo definisce le categorie di reddito soggette ad imposta. Pur prevedendo diverse categorie di reddito, non fa alcuna distinzione tra proventi leciti o illeciti, lasciando nuovamente irrisolto il dibattito dottrinale circa la tassabilità di questi ultimi.

### Seconda fase: l'articolo 14 comma 4 L.1993/573
Un'ulteriore evoluzione normativa si è verificata in seguito all'inchiesta giudiziaria Mani Pulite. La situazione politica e sociale del periodo ha posto infatti in primo piano la questione della disciplina tributaria sui proventi delle attività illecite, suscitando un forte interesse sia nella giurisprudenza sia da parte del legislatore.
Il legislatore interviene attraverso l'articolo 14, comma 4, della Legge 1993/537  nel quale si afferma che si possono essere tassati i redditi derivanti da proventi illeciti che rientrino nelle categorie di cui all'art. 6 del T.U.I.R. e se non già sottoposti a sequestro o confisca.
L’introduzione di questa disposizione costituisce un punto fermo importante in quanto afferma il principio di neutralità della materia fiscale, stabilendo che la natura del provento è irrilevante dal punto di vista fiscale e finendo per inquadrare il reddito come un mero dato economico, svincolato da qualsiasi diversa valutazione giuridica.
La scelta del legislatore è stata necessaria per evitare ambiguità e garantire che il sistema fiscale operasse in modo coerente e sistematico. 
Oltre ad allargare la definizione di redditi soggetti a tassazione, è stato necessario stabilire se fosse possibile prevedere una retroattività della norma in esame per permettere all'Amministrazione fiscale di tassare i proventi illeciti anche degli anni precedenti all'entrata in vigore della Legge del 1993.
È necessario analizzare l'articolo 14 comma 1 della Legge 1993/573 per ricercare una retroattività della norma, infatti la stessa è stata definita come una norma di interpretazione autentica dell’articolo 6 comma 1 del T.U.I.R.; è bene qui ricordare che una norma di interpretazione autentica ha efficacia retroattiva, previsione da cui deriva la possibilità di essere applicata ai rapporti d'imposta instaurati prima della sua entrata in vigore e che non fossero ancora stati definiti. Riassumendo quindi possiamo dire che la previsione dell'articolo ha permesso all’amministrazione fiscale di tassare i proventi illeciti ottenuti anche prima dell'entrata in vigore della Legge del 1993, poiché la stessa faceva riferimento alla corretta interpretazione dell'istituto introdotto nel 1986.
Nell'anno successivo la circolare del Ministero delle Finanze del 10 agosto 1994, n. 150 ha specificato che l’imponibilità dei proventi ottenuti da attività illecite si estende anche ai soggetti IRES e IRAP. Tuttavia, come per i redditi soggetti a IRPEF, la tassabilità di questi proventi è subordinata al requisito che l'attività generatrice del reddito sia già compresa nelle fattispecie imponibili previste dalla normativa vigente.
Nonostante la chiarezza del dato normativo, la riforma non è stata in grado di risolvere definitivamente la questione.
Le Sezioni Unite della Cassazione penale nel 1994 hanno infatti affermato che, non potendosi qualificare i proventi di reato come “reddito”, ne consegue che le disposizioni contenute nel T.U.I.R. non sono ad essi applicabili, finendo così per escludere la tassabilità di questi ultimi.
In senso opposto la Cassazione Civile nell’anno successivo, che rivede il suo precedente orientamento e ne afferma la tassabilità: “Pertanto […] deve rivedersi l'orientamento giurisprudenziale della non tassabilità del prezzo del reato, […] e deve affermarsi che anche il "pretium sceleris", soggetto a confisca obbligatoria, ma in effetti non confiscato, integra imponibile ai fini dell'Irpef e dell’Ilor”.

### Terza fase: l’articolo 36 comma 34-bis del D.L. 2006/223
Successivamente, attraverso l’articolo 36 comma 34-bis del D.L. 2006/223, il legislatore ripete la scelta già assunta in precedenza e sfrutta la norma per definire cosa si intende per interpretazione autentica dell’articolo 14 comma 1 della Legge 1993/537.
L’articolo definisce che: “(…) in deroga all’art. 3 della legge 27 luglio 2000, n. 212, la disposizione di cui al comma 4 dell’articolo 14 della Legge 24 dicembre 1993, n. 537, si interpreta nel senso che i proventi illeciti ivi indicati, qualora non siano classificabili nelle categorie di reddito di cui all’articolo 6, comma 1, del testo unico delle imposte sui redditi, di cui al decreto del Presidente della Repubblica 22 dicembre 1986,n. 917, sono comunque considerati come redditi diversi”. 
La norma va quindi interpretata in senso estensivo rispetto a quanto disposto dalla disciplina precedente, per cui se un provento illecito non è classificabile nelle categorie di reddito previste dall’articolo 6 comma 1 del TUIR allora sarà comunque tassabile poiché dovrà essere ricondotto alla categoria dei redditi diversi.
Con la nuova disposizione appare ancora più evidente la volontà del legislatore di intendere la categoria dei redditi diversi come una categoria residuale in grado di ricomprendere qualsiasi tipologia di reddito derivante da atto illecito non rientrante nelle altre categorie, andandosi a porre in questo modo in netta contrapposizione al T.U.I.R. stesso e sollevando dubbi di costituzionalità in rapporto con la riserva di legge prevista all’art. 23 della Costituzione.
La norma definisce una nuova nozione di redditi diversi, di natura residuale, secondo la quale qualsiasi arricchimento derivante da attività illecite può essere ricondotto a questa fattispecie se non riconducibile ad altre categorie. Pertanto dopo l'ultima riforma del legislatore oggi qualsiasi reddito può essere tassato.

## Una possibile deriva sanzionatoria
Parte della dottrina ha sottolineato la ratio repressiva della norma, ricavabile dalla volontà del legislatore di punire attraverso la tassazione, oltre che con i normali strumenti sanzionatori, qualsiasi grandezza economica che presenti una connessione con un’attività illecita, penale, civile e amministrativa.
Un profilo di incostituzionalità potrebbe rintracciarsi inoltre nella previsione dell’art. 53 della Costituzione, secondo il quale ”Tutti sono tenuti a concorrere alle spese pubbliche in ragione della loro capacità contributiva”. In quest’ottica, il prelievo fiscale sui redditi derivanti da attività illecite finirebbe per discostarsi dalla finalità costituzionale del tributo stabilita dall’art. 53 della Costituzione, non venendo più inteso come strumento per ripartire le spese pubblica in base alla capacità contributiva del singolo, bensì assumendo la forma di sanzione aggiuntiva, volta a reprimere il comportamento illecito.
In questo senso, sembrerebbe riaffermarsi la logica secondo cui il disvalore che l'ordinamento attribuisce a una specifica attività implicherebbe automaticamente la tassazione dei proventi derivanti da essa, indipendentemente da una valutazione preliminare circa l’astratta produttività di ricchezza imponibile ai fini reddituali, finendo così per snaturare la logica della capacità contributiva di cui all’art. 53 della Costituzione, sottolineando invece un intento punitivo che dovrebbe restare del tutto estraneo al processo di determinazione del reddito fiscale.

## La tassabilità dei redditi sottoposti a confisca e sequestro penale
Relativamente al disposto dell'art. 14, comma 4 della legge n. 573/1993 la Suprema Corte ne ha costantemente riconosciuto portata interpretativa, affermandone conseguentemente l'applicazione retroattiva. 
Nonostante ciò, però, la giurisprudenza di legittimità torna periodicamente  sull'interpretazione delle disposizioni sulla tassazione dei proventi illeciti assunte quali parametri essenziali di riferimento ai fini della soluzione di un problematica che evidentemente non trova uniformità di vedute. 
A favore della tassabilità dei proventi derivanti da attività illecite vi sono quattro principali ragioni:
- La neutralità del reddito ai fini fiscali: il reddito viene considerato imponibile indipendentemente dalla natura lecita o illecita dell'attività che lo genera.
- L'equità fiscale: escludere i proventi illeciti dalla tassazione comporterebbe una disparità inaccettabile rispetto ai redditi derivanti da attività lecite, penalizzando chi rispetta la legge.
- L'ampiezza della categoria reddituale: l’art. 81 del Testo Unico delle imposte sui redditi comprende redditi derivanti da attività commerciali e di lavoro autonomo, anche se “non esercitate abitualmente”, includendo così anche i proventi illeciti. ciò significa che vengono inclusi anche i redditi occasionali, appunto come quelli derivanti da attività illecite, poiché rientrano comunque tra le fonti che generano incremento patrimoniale, indipendentemente dalla loro legalità.
- Il principio costituzionale di capacità contributiva: secondo l’art. 53 della Costituzione, la capacità di contribuire alle spese pubbliche si applica a qualsiasi ricchezza, compresa quella derivante da attività illecite.

Invece, le ragioni contro la tassabilità dei proventi illeciti sono tre:
- L'esistenza di altri strumenti legali: l’ordinamento giuridico già prevede misure come la confisca e la restituzione dei beni illeciti, per evitare che il colpevole tragga vantaggio economico da attività criminose.
- L'assenza dei proventi illeciti nelle categorie reddituali: il legislatore ha stabilito categorie reddituali tassative che escludono esplicitamente i proventi da attività illecite, non ricomprendendoli nemmeno nei “redditi diversi” indicati nell’art. 81 del D.P.R. n. 917/1986.
- L'effetto di legittimazione dei proventi illeciti: tassare i proventi illeciti potrebbe legittimare la loro presenza nel patrimonio del reo, poiché una parte residua di questi profitti illeciti rimarrebbe dopo il prelievo fiscale.

### La qualificazione del reddito
La fonte dell'arricchimento da attività illecita è costituita dalla combinazione di due fattori, nessuno dei quali risulta però essere da solo un connotato dei caratteri indispensabili per trasformare una semplice entrata in reddito mobiliare, derivante da una qualificata fonte produttiva.
Tali fattori sono costituiti:
- Dall'acquisizione dell'arricchimento, costituito dal corrispettivo dell'attività illecita
- Dall'operare del principio della soluti retentio[N1 4], identificabile nella impossibilità per il soggetto che versa spontaneamente il corrispettivo di richiedere la restituzione di quanto pagato dal “committente“ dell'attività illecita e quindi di agire giudizialmente per la tutela del credito insoddisfatto[27].

L'arricchimento ottenuto dal soggetto che pone in essere l'attività illecita costituisce perciò novella ricchezza e, quindi, reddito, comportando che questo arricchimento sia suscettibile di tassazione con la relativa imposta. 
È pertanto possibile ritenere che, se il reddito viene generalmente definito come un incremento patrimoniale di immediata e diretta derivazione da una fonte produttiva, ai fini dell'imposta sul reddito, risulta rilevante ogni nuova ricchezza scaturente da una qualsiasi finalità produttiva, sia essa lecita o illecita.
Conseguentemente, affinché i proventi derivanti dall'attività illecita siano assoggettabili all'imposta sul reddito delle persone fisiche, è necessario che essi possano qualificarsi come reddito. In questo senso, gli atti privi di assetto negoziale commutativo, ma riconducibili a mere spoliazioni patrimoniali, come il furto, la rapina, l'estorsione, non possono essere assimilati a fattispecie imponibili, in quanto il trasferimento di ricchezza non presuppone una contropartita. 

### Classificazione fiscale e regime residuale
Una volta individuato un reddito tassabile è necessario individuare le modalità di tassazione dello stesso. La norma speciale, però, non stabilisce in proposito una classificazione peculiare dei proventi da attività illecita, riconducendoli al sistema ordinario di imposizione reddituale. Trovano pertanto applicazione le regole ordinarie di identificazione del reddito imponibile sulla base della disciplina propria di ciascuna categoria reddituale.
In questo contesto si inserisce anche la norma di interpretazione autentica, di cui all'art. 36, comma 34-bis, D. Lgs. n. 223/2006, la quale precisa che, laddove il pretium sceleris non possa essere ricondotto in una delle categorie dell'art. 6 T.U.I.R, esso comunque deve essere qualificato come reddito diverso e dunque assoggettato a tassazione secondo le regole dell'art. 67 T.U.I.R. Tale norma andrebbe letta nel senso di considerare i redditi diversi come “contenitore residuale“ al quale ricondurre le fattispecie dubbie che sono carenti di un elemento strutturale necessario per la loro qualificazione fiscale e, pertanto, proprie della categoria dei redditi diversi. 

### La condanna alla restituzione delle somme illecitamente ottenute
Ulteriore aspetto da analizzare concerne l'imponibilità del pretium sceleris anche nei casi in cui il contribuente sia stato condannato alla restituzione delle somme illecitamente ottenute e al risarcimento dei danni cagionati. 
Secondo l'interpretazione della giurisprudenza, il fatto che venga imposta la restituzione non influisce sull'obbligo di pagare le tasse, in quanto avviene dopo che si è già verificato il presupposto su cui si basa l'obbligo fiscale.
Questo orientamento deve però essere raffrontato con l'enunciato normativo che esclude la tassazione dei proventi illeciti se sottoposti a sequestro o confisca penale. Secondo il legislatore, infatti, il presupposto impositivo viene meno qualora l'arricchimento patrimoniale derivi da un atto o da una attività illecita.
I punti cardine di tale problematica sono quindi essenzialmente tre e riguardano la questione della tassabilità o meno dei proventi illeciti, quella dei criteri di tassabilità in concreto di siffatti proventi e quella dei rapporti fra la tassazione di questi proventi e l'adozione di misure sanzionatorie come la confisca o la condanna alla restituzione delle somme illecitamente incassate.
Tuttavia, l'affermazione generica relativa al fatto che se il provvedimento ablativo travolge il possesso della ricchezza l'imposizione deve escludersi, pone due ulteriori questioni: una relativa all'analoga sorte dei provvedimenti di condanna alla restituzione delle somme illecitamente incassate; l'altra relativa all'estensione temporale minima che la disponibilità della ricchezza deve avere affinché sia definitivamente realizzato il presupposto di imposta. 
In primo luogo, la condanna alla restituzione delle somme presuppone una decisione del giudice penale a seguito della costituzione di parte civile, con la quale la persona offesa dal reato richiede la restituzione del quantum e, quindi, il ripristino della situazione giuridica o di fatto preesistente alla commissione del reato. 
Secondo la giurisprudenza di legittimità, qualora l'incremento patrimoniale derivante dall'attività illecita non sia effettivo, non si realizza il presupposto di imposta e, di conseguenza, non può concretizzarsi la tassazione dei proventi illeciti. 
Tuttavia, i provvedimenti ablatori hanno un effetto “neutralizzante” perché intervengono già al momento in cui si verifica il presupposto per la tassazione. Nel periodo fiscale considerato, il fatto che la confisca avvenga successivamente deve poter annullare l’effetto dell’evento precedente.
Se invece il provvedimento di sequestro o confisca dovesse intervenire successivamente alla chiusura del periodo di imposta cui è imponibile il reddito, allora, i provvedimenti illeciti dovrebbero essere assoggettati ad imposizione nel periodo di maturazione, mentre, successivamente al provvedimento ablativo, sarebbe possibile il rimedio dell'azione di rimborso.
Nei casi di restituzione volontaria o conseguente ad una condanna alla restituzione delle somme illecitamente percepite, qualora l'evento dovesse realizzarsi in periodo di imposta successivi a quello di maturazione del reddito, potrebbero contribuire a “neutralizzare“ l'effetto della precedente imposizione.
In sostanza, quando la giurisprudenza sostiene la tassabilità del pretium sceleris, afferma che il provento è imponibile nel periodo in cui è stato ricevuto, anche se il contribuente è stato condannato a restituire le somme ottenute illecitamente e a risarcire i danni. Tuttavia, riconosce anche che, se in seguito avviene una reale restituzione, questa può ridurre l'imponibile nei periodi fiscali successivi.

## L'istituto nel diritto europeo: evoluzione e normativa

### La giurisprudenza europea
Per quanto riguarda la questione relativa a confisca e sequestro di beni ottenuti illecitamente, la Corte di giustizia dell’Unione Europea e la Corte Europea dei diritti dell’uomo, hanno confermato che gli Stati Membri possono applicare misure patrimoniali per sequestrare i beni ottenuti illecitamente anche senza una condanna penale definitiva, purché tali misure siano conformi ai principi di proporzionalità e i diritti fondamentali.

### La direttiva europea 2014/42
Anche sul fronte europeo, nel tempo si sono succeduti dei provvedimenti volti ad aggredire i patrimoni illeciti e a iscrivere i proventi di natura illecita all’interno del perimetro dei proventi che devono essere soggetti a tassazione, come la Direttiva Europea n. 42/2014. Questa direttiva rappresenta il fondamentale strumento adottato dal legislatore europeo per realizzare un processo di armonizzazione in materia di confisca, al fine ultimo di promuovere il riconoscimento reciproco di tutti i tipi di provvedimenti, riconoscimento poi perseguito con il Regolamento n. 1805/2018. 
Dall’analisi comparatistica emerge che la maggior parte dei paesi membri hanno dato attuazione alla Direttiva. 
Nonostante tale armonizzazione, non mancano i problemi connessi alla piena realizzazione della Direttiva, al punto che nel Commission Work Programme 2021-24, è stato annunciato l’intento di revisionare la Direttiva 42/2014 in considerazione degli scarsi successi che ancora si registrano nella confisca dei proventi del reato in Europa. La Commissione europea pertanto ha lavorato alla predisposizione di una nuova normativa al fine di rendere più semplice e veloce la confisca dei proventi di attività illecita.
La risoluzione sulla criminalità organizzata, adottata il 25 ottobre 2011 dal Parlamento europeo, si è focalizzata su alcuni punti:
- l’assunzione di una proposta di direttiva in materia di procedura di sequestro e confisca dei proventi da reato;
- la confisca allargata, ovvero la previsione dell’obbligo di confisca per i beni intestati a terzi, sono riconducibili al reato
- l’attenuazione dell’onere della prova sull’origine del possesso di beni da parte di rei;
- la raccolta di spunti per la preparazione di norme europee relative al riutilizzo per scopi sociali dei beni sequestrati e confiscati;
- la cooperazione internazionale;
- l’accoglimento di procedure semplificate per favorire la piena attuazione in uno Stato degli ordini di sequestro e confisca emessi da un altro Stato.

Risultano molto significativi gli esiti che la direttiva intenderebbe ottenere: ovvero rendere possibile la confisca allargata nei confronti di terzi, incentivare l’adozione di provvedimenti di confisca estesa, sviluppare delle strategie per consentire un utilizzo efficace e produttivo dei beni sottoposti a sequestro e facilitare la cooperazione tra stati e attenuare l’onere della prova. Tale direttiva è stata pubblicata in Gazzetta Ufficiale dell’Unione europea in data 29 aprile 2014. 

### La normativa europea e il ne bis in idem
Il principio ne bis in idem si fonda su due norme di carattere generale; in primo luogo sull'articolo 4 del Protocollo 7 della Convenzione europea per la salvaguardia dei diritti dell'uomo e delle libertà fondamentali secondo cui “nessuno può essere perseguito o condannato penalmente dalla giurisdizione dello stesso Stato per un reato per il quale è già stato assolto o condannato, a seguito di una sentenza definitiva conformemente alla legge e alla procedura penale di tale Stato; sull'articolo 50 della Carta dei diritti fondamentali dell’Unione Europea che riconosce “il diritto di non essere giudicato o punito due volte per lo stesso reato”.
Questo principio si potrebbe porre in contrasto con il sistema del “doppio binario” riconosciuto dall’ordinamento italiano secondo cui, al ricorrere delle necessarie condizioni, è legittima la contestuale applicazione di sanzioni tributarie, amministrative e penali in conseguenza di un medesimo fatto. In particolare, vi sarebbe violazione del ne bis in idem se, in conseguenza della stessa condotta illecita, si realizza una sovrapposizione tra tali procedimenti laddove entrambi i procedimenti: possono essere considerati di natura penale; hanno ad oggetto il medesimo fatto; e rappresentano una duplicazione
Centrale è l’individuazione di quando una sanzione o un procedimento può considerarsi avere natura penale. Deve tenere conto dei tre criteri che formano la c.d. Engel doctrine, cioè:
- la qualificazione giuridica dell’illecito nel diritto nazionale;
- la natura dell’illecito;
- la natura e il grado di severità della sanzione.

Mentre alcuni orientamenti giurisprudenziali hanno riconosciuto questo principio per le sanzioni fiscali, altri hanno evidenziato le difficoltà dovute alla complessità del sistema tributario e alla classificazione delle sanzioni. In particolare, il caso Ferrazzini c. Italia, ha inizialmente escluso l'applicabilità del principio ne bis in idem in ambito tributario, considerando le questioni fiscali come prerogativa esclusiva dello Stato e distinte da quelle penali.
Tuttavia, successivamente, la giurisprudenza ha cominciato ad ammettere gradualmente il principio ne bis in idem anche per le sanzioni tributarie, ma con delle differenze rispetto ai criteri stabiliti dalla Engel doctrine. In particolare, nel riconoscere la validità dei tre criteri sopra citati, la Corte EDU ha sottolineato che la duplicazione dei processi, per essere considerata rilevante, deve mostrare una "close connection in substance and time".
Si tratta di una posizione critica in quanto manca una chiara dichiarazione di quando la close connection possa considerarsi sussistente. È su questo punto che la sentenza n. 333/2020 si sofferma ritenendo che questa stretta connessione si traduca nella:
- prevedibilità;
- complementarità degli obiettivi e dei processi;
- verifica della adeguatezza, a cura dell’autorità che decide da ultimo, del carico sanzionatorio complessivo.